# Televisió d'Eivissa i Formentera
Televisió d'Eivissa i Formentera (TEF TV) és un canal de televisió local privat de les Pitiüses creat l'any 1996 i amb seu a Eivissa. El canal és la societat Televisió d'Eivissa i Formentera SAU, propietat de Grupo Prensa Pitiusa, que gestiona varios mitjans de comunicació a mes de TEF TV. La televisió es independent i no forma part de cap xarxa amb altres canals. Es l'únic canal de televisió de les illes d'Eivissa i Formentera. La major part de la seva programació es en català i temes propis; informatius, cultura, participació i debats, entrevistes, reportatges i altres. TEF TV te un gran seguiment d'audicencia, amb mes de 25.000 espectadors diaris, el que reflexe la seva penetració i influència dins el seu entorn.

## Freqüències
Freqüència digital
- Canal 38 UHF: Pitiüses.